# Onaopemipo Adegoke
Onaopemipo Adegoke (* 25. September 1999 in Lagos) ist ein nigerianischer Squashspieler.

## Karriere
Onaopemipo Adegoke spielt seit 2022 regelmäßig auf der PSA World Tour und gewann auf dieser bislang drei Titel. Seinen ersten sicherte er sich in der Saison 2023/24 im September 2023 in Windhoek, wo er sich nach einem 0:2-Rückstand im Finale gegen Damian Groenewald noch mit 3:2 durchsetzte. Er war damit der erste Nigerianer, der einen Titel auf der World Tour gewann. Seine beste Platzierung in der Weltrangliste erreichte er mit Rang 130 am 27. Januar 2025.
Im November 2022 war Adegoke Teil des nigerianischen Kaders bei den Mannschafts-Afrikameisterschaften in Bulawayo. Nigeria belegte bei dem Wettbewerb den dritten Platz. Mit der Nationalmannschaft nahm er auch an den Weltmeisterschaften 2023 und 2024 teil. Adegoke gewann 2023 zwei seiner insgesamt vier Partien und 2024 drei seiner sechs Partien.

## Erfolge
- Gewonnene PSA-Titel: 3